# Взрыв в Минске (2008)
Взрыв в Минске произошёл неподалёку от мемориала Городу-герою после полуночи 4 июля 2008 года во время празднований в честь Дня Независимости Беларуси. В результате взрыва за медицинской помощью обратились более 54 человек, 47 человек госпитализировано. Происшествие было отнесено к категории «злостное хулиганство».
В ходе следствия были допрошены более десятка оппозиционеров. 8 июля президент Белоруссии Александр Лукашенко подписал указ об освобождении Виктора Шеймана от должности секретаря Совета безопасности страны. Также взрыв стал предлогом для массового взятия отпечатков пальцев почти у всего мужского населения Белоруссии.
Вероятные исполнители взрыва задержаны в ходе расследования теракта в минском метро, произошедшего 11 апреля 2011 года. Обвинения были предъявлены Дмитрию Коновалову и Владиславу Ковалёву. Отпечатки Коновалова были найдены на втором взрывном устройстве с места взрыва в 2008 году, которое по неизвестной причине не взорвалось. Коновалова и Ковалёва признали виновными в теракте в метро, взрыве в 2008 и двух взрывах в Витебске в 2005 году. 30 ноября 2011 года Верховный суд Республики Беларусь приговорил обвиняемых к исключительной мере наказания — смертной казни через расстрел. Приговоры были приведены в исполнение в марте 2012 года.